# Trairão
Trairão est une municipalité brésilienne située dans l'État du Pará.